# حزب الكرامة (المملكة المتحدة)
حزب الكرامة (بالإنجليزيّة: Respect Party) هو حزب من الجناح اليساريّ السياسيّ كان نشطًا في المملكة المتحدة بين 2004 و 2016. وصل الحزب إلى ذروة نجاحه في 2007 حيث كان للحزب عضو برلمانيّ في مجلس العموم و19 مستشارًا في الحكومة المحليّة. تأسس حزب الكرامة في لندن، وشارك في تأسيسه كل من سلمى يعقوب وجورج مونبيوت في 2004. خرج الحزب من ائتلاف اوقفوا الحرب، ومنذ بدايته التفَّ أعضاؤه حول معارضة دور المملكة المتحدة في حرب العراق. جمع الحزب طيفًا من المجموعات اليساريّة والمعادية للحرب، وكان متحالفًا مع أقصى اليسار، حزب العمال الاشتراكيّ بصورة غير رسميّة، وكذلك مع الرابطة الإسلاميّة ببريطانيا.
انتُخب مرشح حزب الكرامة جورج غالواي كعضو في البرلمان في 2005 عن دائرة بيثنال غرين وبو، بينما جاء الحزب في الترتيب الثاني في ثلاث دوائر أخرى. حاز الحزب على مكاسب أخرى في الانتخابات المحليّة في 2006 و 2007، حيث وصل دعم الحزب في هذه الفترة لذروته. في 2007 حدث انشقاق بين مؤيدي ائتلاف اوقفوا الحرب ومجموعة تجديد الحزب التي قادها غالواي ويعقوب، وتركت تلك المجموعة الحزب ليكوِّنوا حزبًا آخر تحت اسم قائمة اليسار. خسر حزب الكرامة مقاعده الاستشاريّة وخرج من مفوضيّة الانتخابات في 2016.
ولأنه حزب اشتراكي معارض للرأسمالية، نادى الحزب بتأميم معظم اقتصاد المملكة المتحدة، ورفع تمويل الخدمات العامة، واتخاذ اجراءات أخرى لمعالجة الفقر والتمييز. كان الحزب معارضًا للاتحاد الأوروبيّ ولديه فلسفة معارضة للاستعماريّة. كما كان الحزب معارضًا للصهيونيّة ومعارضًا لوجود إسرائيل، وداعمًا لوحدة الشعب الفلسطينيّ.

## الإيديولوجيا
يصف عالما السياسة ماثيو غودوين وروبرت فورد حزب الكرامة بأنه «ائتلاف واسع لمصالح الجناح اليساريّ» نشأ كمعارضة لحكومة العمل الجديدة وكذلك لمعارضة تدخُّل المملكة المتحدة في غزو العراق. يصف العلماء السياسيّون الآخرون الحزب بأنه من أقصى اليسار. يصف الناشط الاشتراكيّ طارق علي برنامج الحزب بأنه اشتراكيّ ديمقراطيّ التوجه. يصف إران بينيديك الحزب بأنه «اندماج بين الاشتراكيّة والإسلاميّة الراديكاليّة»، مضيفًا أن الموقف الاشتراكيّ الراديكاليّ كان مبنيًا على الماركسيّة اللينينيّة والتروتسكية.

## الاشتراكيّة ومعارضة الرأسماليّة
وصفَت سياسات الحزب بأنها اشتراكيّة تقليديّة ومعارضة للرأسماليّة. شجَّع الحزب تأميم معظم قطاعات الاقتصاد، بما في ذلك السكك الحديديّة والمياه والغاز والكهرباء وصناعة النفط في البحر الشماليّ. دعم الحزب رفع الضرائب لتحسين تمويل الخدمات العامة. كما سعى إلى إلغاء ما يصفه بأنه تشريع «اتحاد معارضة التجارة» ولتقديم سياسات تتعامل مع الفقر والتمييز. دعم حزب الكرامة الثورات الاشتراكيّة والاشتراكيّة الدوليّة. كان الحزب معارضًا شرسًا للرأسماليّة وللنيوليبراليّة الغربيّة وفسَّر كثيرًا من حوادث العالم بعدسة معارضة للاستعماريّة مناديًا بإيقاف الحروب الاستعماريّة مثل حرب العراق. كان حزب الكرامة معارضًا للعولمة؛ لأنه كان يرى أنها نتيجة لاستغلال الطبقة العاملة.

## معارضة الصهيونيّة
```
كان حزب الكرامة معارضًا 
للصهيونية
 ورافضًا لوجود دولة إسرائيل. يدافع الحزب عن هذا الموقف بحُجج مستمدة من العدالة الاجتماعيّة وحقوق الإنسان. كانت واحدة من المبادئ التي يدعم بها الحزب موقفه، أنه يدعم الشعب الفلسطينيّ ويعارض ما يسميه الفصل العنصريّ القمعيّ. كان الحزب ملتزمًا بدعم حملات الوحدة الفلسطينيّة ومقاطعة إسرائيل. كان الحزب مطالبًا بأن تنسحب إسرائيل من الأراضي التي احتلتها في 1967، مع حق العودة لكل الفلسطينيّين. نشر الحزب على موقعه الإلكترونيّ بعض المنشورات بها خريطة الشام والأرض التي توجد بها إسرائيل بعنوان «فلسطين المُحتَلَّة». في 2017،
[
3
]
 أكَّد موقع الحزب: «يدعم حزب الكرامة فكرة الحل الديمقراطيّ ثنائيّ القوميّة لدولة واحدة من نهر الأردن حتى البحر المتوسط يعيش بها كل المسلمين واليهود والمسيحيّين، الرجال والنساء، بمساواة». ويقولون أن بريطانيا ساهمت في نشوء الأزمة لأنهم دعموا قيام دولة 
إسرائيل
. 
[
4
]
```

## الدعم

### القاعدة التصويتيّة
منذ تكوين الحزب، قدَّم نفسه باعتباره «يساريّ أصيل» وسعى لجذب المصوِّتين اليساريّين الذين لا يرضون بسياسات حزب العمل واتجاهه للوسط تحت قيادة بلير وجوردون براون. جاء الدعم الانتخابيّ الأول للحزب من المجتمع الإسلاميّ البريطانيّ. كانت تلك الكتلة التصويتيّة في جانب حزب العمل، ولكن الكثير منهم رفض دعم الحزب مجددًا بسبب قراراته بشأن غزو العراق. جذب الحزب هؤلاء المصوِّتين المسلمين المعارضين للحرب.
طبقًا لإيمانويل كاراجيانز: «لقد ذهب الكثير من أعضاء الطبقة العاملة القديمة إلى الطبقة الوسطى الأكبر، لذلك فإن اليسار الراديكاليّ بحاجة إلى البحث عن قاعدة شعبيّة جديدة، وربما تكون الإجابة في المسلمين المهمشين».
لم يصف حزب الكرامة نفسه بأنه حزب إسلاميّ على غرار الحزب الإسلاميّ البريطانيّ أو الحزب المسلم ببيرمنجهام، ولكنه منذ انطلاقه فهو يخاطب المجتمع المسلم بحملاته الدعائيّة، واصفًا نفسه بأنه «حزب للمسلمين» ويركز على قضايا تهم المجتمع الإسلاميّ البريطانيّ. وفي انتخابات محليّة عام 2004، كانت منشورات الحزب تحت شعار «جورج غالواي – مدافعًا عن حقوق المسلمين» مما ساعد في جذب الناخبين المسلمين في المناطق المسلمة، بالرغم من أن ذلك لم يكن غريبًا في السياسة البريطانيّة فقد حدث المثل مع حزب العمل والمحافظين والديمقراطيّين الليبراليّين.

## الاستقبال
استقبل الحزب اهتمام الأكاديميّين السياسيين. ربما يكون ذلك بسبب التصور الذي يقول أنه حزب ذو قضية واحدة وفَّر صوتًا احتجاجيًّا في مجتمع محدد. يُنسب للحزب رؤى راديكاليّة لكنها لا يمكن أن تُعتبر جزءً من السياسة العامة للمملكة المتحدة. وفي هذا تُعقد مقارنة بينه وبين المكانة المنبوذة للأحزاب اليمينيّة المعاصرة مثل الحزب البريطانيّ القوميّ. فقد حصل حزب الكرامة على الدعم في سنتين في حين أن الحزب البريطانيّ القوميّ استغرق عشرين سنة للحصول عليه.
كان حزب الكرامة مثيرًا للجدل في الأوساط اليساريّة البريطانيّة. شملت انتقادات أقصى اليسار للحزب أنه نشأ في حالة من الانتهازيّة السياسيّة، وأنه جذب البورجوازيّة الصغيرة إلى الحركة الاشتراكيّة العماليّة، كما أنه ركَّز على اهتمام قطاعات أخرى مثل المسلمين البريطانيّين أكثر من قضايا الطبقة العاملة الاجتماعيّة والاقتصاديّة مع إهمال قضايا أخرى مثل النسويّة وحقوق المثليين.